# Pietro Antonio Di Prima
Pietro Antonio Di Prima (ur. 10 marca 1947 w Canicattì) – włoski bankowiec i polityk, poseł do Parlamentu Europejskiego IV kadencji.

## Życiorys
Z zawodu bankowiec, był dyrektorem Banco di Credito Siciliano i członkiem zrzeszenia banków włoskich ABI (Associazione bancaria italiana). W 2009 powołany w skład władz banku Banca San Francesco Credito Cooperativo.
W latach 1994–1999 z listy Forza Italia sprawował mandat eurodeputowanego IV kadencji. Był m.in. członkiem Komisji Budżetowej.